# Éric Hicks
 (mars 2012).
Si vous disposez d'ouvrages ou d'articles de référence ou si vous connaissez des sites web de qualité traitant du thème abordé ici, merci de compléter l'article en donnant les références utiles à sa vérifiabilité et en les liant à la section « Notes et références ».
Eric Hicks (né à Brownsville, Pennsylvanie, le 16 novembre 1937 et mort à Lausanne le 4 janvier 2004) est un universitaire américain, professeur de littérature française médiévale, spécialiste de l'œuvre de Christine de Pizan.
Il est le premier Américain à avoir obtenu un poste de professeur ordinaire de littérature française dans une université francophone : après différents postes aux États-Unis, puis deux ans de maître-assistanat à Valenciennes, il est nommé en 1981 professeur à l'Université de Lausanne et il y exerce jusqu'à sa retraite en 2003.
Il a publié des traductions en français moderne (avec Thérèse Moreau) de La Cité des dames (Stock, 2005) et du Livre des faits et bonnes mœurs du sage roi Charles V (Stock, 1997) de Christine de Pizan, ainsi que des travaux sur Le Roman de la Rose, et la querelle qu'il suscita à Paris sous Charles VI, qui font autorité. Il a participé en outre à l'édition du Livre du Graal dans la collection de la Pléiade.